# Expiration (nouvelle)
Pour les articles homonymes, voir Expiration.
Expiration (titre original : Exhalation) est une nouvelle de science-fiction écrite par Ted Chiang et parue en 2008 dans l'anthologie Eclipse 2: New Science Fiction and Fantasy puis traduite en français et parue sous le titre Exhalaison dans la revue Bifrost no 56 des éditions Le Bélial' en 2009. Elle a ensuite été incluse dans le recueil Expiration publié en 2019 en langue originale puis traduit en français et paru en 2020, la nouvelle bénéficiant alors d'une nouvelle traduction de Théophile Sersiron sous le titre Expiration.
Cette nouvelle est basée sur le deuxième principe de la thermodynamique.
Expiration a été récompensé par le prix Hugo de la meilleure nouvelle courte 2009, le prix Locus de la meilleure nouvelle courte 2009 et le prix British Science Fiction de la meilleure fiction courte 2008.

## Résumé
L'histoire est de nature épistolaire, prenant la forme d'un article de journal scientifique. Le scientifique est membre d'une race d'êtres mécaniques pilotés par l'air. Ces êtres doivent remplacer régulièrement leurs poumons remplis d'argon sous pression en provenance du sous-sol. Lorsqu'il se rend compte qu'un certain nombre d'horloges semblent fonctionner simultanément plus rapidement mais sans dysfonctionner, le narrateur décide d'explorer l'hypothèse selon laquelle les cerveaux de ses semblables fonctionneraient soudainement plus lentement.
Le scientifique dissèque son propre cerveau et découvre qu'il fonctionne grâce au mouvement de l'air à travers des tubes dotés de petits rabats en feuille d'or faisant office d'interrupteurs. Le scientifique émet l'hypothèse que les cerveaux calculent plus lentement à cause d'une augmentation de la pression atmosphérique, augmentation qui entraînerait un déplacement plus lent des feuilles d'or. Il en déduit que le gisement souterrain d'argon finira par s'épuiser, enraînant la mort de tous ses semblables.

## Accueil

### Critique
La Société astronomique du Pacifique a qualifié Expiration de « merveilleuse parabole » tandis que The Encyclopedia of Science Fiction l'a décrit comme « limpide » et une « expérience de pensée élégante ». Le The California Sunday Magazine l'a salué comme une « méditation inventive sur la mort ».

### Distinctions
Expiration a remporté le prix Hugo de la meilleure nouvelle courte 2009, le prix Locus de la meilleure nouvelle courte 20079 et le prix British Science Fiction de la meilleure fiction courte 2008.